# Leucoagaricus americanus
Leucoagáricus americánus (лат.) — гриб семейства Шампиньоновые (Agaricaceae).
Синонимы:
- Agaricus americanus Peck, 1873basionym
- Agaricus cupreus Schulzer, 1877, nom. illeg.
- Chamaeceras bresadolae (Schulzer) Kuntze, 1898
- Fungus bresadolae (Schulzer) Kuntze, 1898
- Lepiota americana (Peck) Sacc., 1887
- Leucoagaricus bresadolae (Schulzer) Bon, 1977
- Leucocoprinus americanus (Peck) Redhead, 1979
- Leucocoprinus bresadolae (Schulzer) M.M. Moser, 1967, nom. inval.
- Leucocoprinus bresadolae (Schulzer) Wasser, 1978 — Белонавозник Брезадолы

## Описание

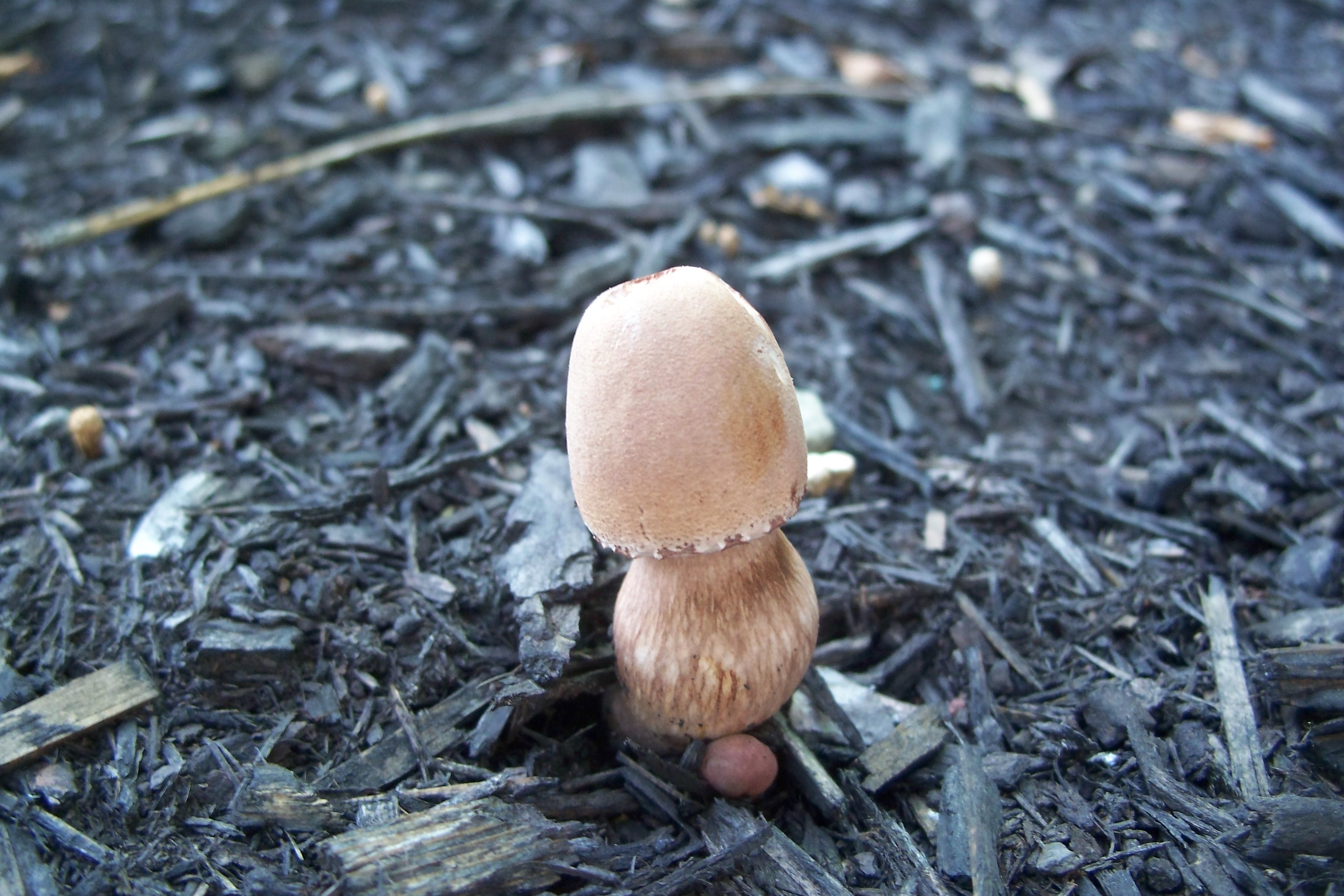
Молодые плодовые тела

- Шляпка 3—15 см в диаметре, сначала яйцевидной, затем выпуклой, широко-выпуклой и плоской формы, сухая, сначала гладкая, беловатая, затем становится покрытой красноватыми или красно-коричневыми чешуйками.
- Мякоть белого цвета, у молодых грибов желтеет на воздухе, при высыхании старые плодовые тела приобретают красноватый оттенок, без особого вкуса и запаха.
- Гименофор пластинчатый, пластинки свободные от ножки, часто расположенные, при повреждении розовеют или краснеют.
- Ножка 7—14 см длиной и 0,5—2,5 см толщиной, гладкая, беловатая, вскоре красноватая, при повреждении сначала желтеет, затем медленно краснеет. Кольцо располагается в верхней части ножки.
- Споровый порошок белого цвета. Споры 8—14×5—10 мкм, эллипсоидной формы, декстриноидные. Хейлоцистиды булавовидной формы.
- Является съедобным грибом.

## Ареал и экология
Известен из восточной Северной Америки. Произрастает одиночно или небольшими группами. Сапротроф.